# Malva Schalek
Malva Schalek (Praga, 18 febbraio 1882 – Auschwitz, 18 maggio 1944 o 24 marzo 1945) è stata una pittrice ceca.

## Biografia
Malva Schalek nacque a Praga da una famiglia intellettuale ebraica di lingua tedesca attiva nel movimento nazionale ceco. Studiò arte alla Frauenakademie di Monaco e poi privatamente a Vienna, dove lavorò nel suo studio sopra il Theater an der Wien fino al luglio del 1938, quando fu costretta a fuggire dai nazisti, lasciando indietro i suoi dipinti. Sono state recuperate solo circa 30 opere di questo periodo, di cui due all'Historisches Zentrum von Wien.
Schalek fu deportata nel ghetto di Terezin (Theresienstadt) nel febbraio del 1942, dove produsse più di 100 disegni e acquerelli che raffiguravano compagni detenuti e la loro vita lì. A causa del suo rifiuto di fare da interprete ad un medico collaborazionista, fu deportata ad Auschwitz il 18 maggio 1944, dove morì.

## Opere

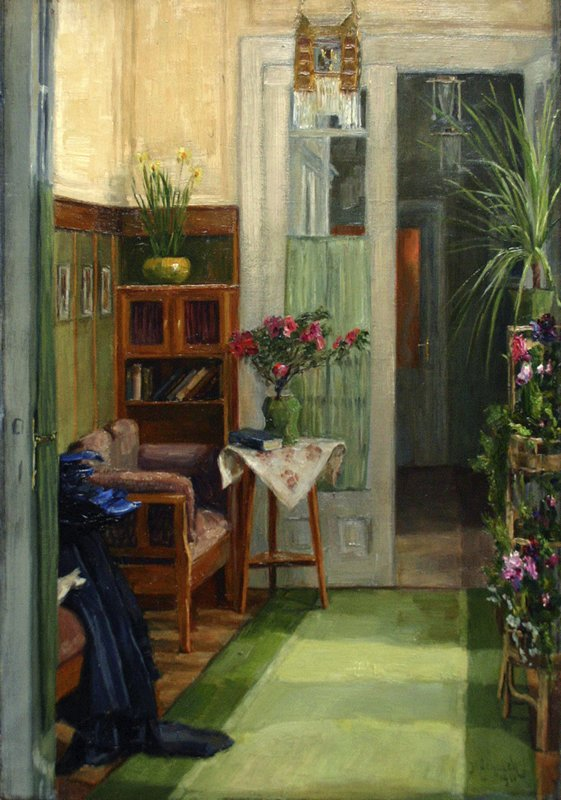
Interno, 2 gennaio 1920.

Il suo lavoro, in particolare i suoi disegni sul campo di Theresienstadt, è caratterizzato da un sobrio realismo. Questi disegni sono stati descritti da Tom L. Freudenheim, direttore del Baltimore Museum of Art, come "forse l'opera artistica più bella e completa di sopravvivenza all'Olocausto". Recuperati dopo la liberazione, la maggior parte dei suoi dipinti si trova nella collezione d'arte del museo del Ghetto della casa dei combattenti nel kibbutz Lohamei HaGeta'ot in Israele.